# 好きってなんだろう…涙/となりのメトロ
「好きってなんだろう…涙／となりのメトロ」（すきってなんだろう…なみだ／となりのメトロ）は、YUKIの28枚目のシングル。2015年7月29日にエピックレコードジャパンから発売された。

## 解説
前作「誰でもロンリー」からおよそ11ヶ月ぶりのシングルであり、「プレイボール／坂道のメロディ」以来4作ぶりの両A面シングル。
「好きってなんだろう…涙」には、本作のジャケット絵も担当しているアニメーション作家のシシヤマザキが制作したPVがある。
これはYUKIがシシヤマザキの個展に訪れた際に、直接オファーしたことで実現した。
一方の「となりのメトロ」は、東京メトロのキャンペーン「Find my Tokyo.〜メトロでみつかる、わたしの東京」のCMソングとして書き下ろされた楽曲。同キャンペーンの「『私を満たす豊洲』篇」のCMにはYUKI本人が出演している。本人曰く、CM撮影は「待ち時間2時間、撮影5分、出演2秒」。
シングルは完全生産限定盤・初回生産限定盤・通常盤の3種類がリリース。完全生産限定盤と初回生産限定盤はLPサイズダブルジャケット仕様で、「好きってなんだろう…涙」のPVを収録したDVDが付属する。完全生産限定盤は2000枚限定の抽選販売で、シシヤマザキによる「好きってなんだろう…涙」PVの原画が封入される。
両曲共に、2017年3月15日に発売の8thアルバム『まばたき』には収録されず、翌2018年1月31日に発売されたベストアルバム『すてきな15才』でアルバム初収録となった。

## 収録曲

### CD
| 全作詞: YUKI、全編曲: YUKI、玉井健二、百田留衣。 |                           |           |           |      |
| #                                                | タイトル                  | 作詞      | 作曲      | 時間 |
| 1.                                               | 「好きってなんだろう…涙」 | YUKI      | HALIFANIE | 4:04 |
| 2.                                               | 「となりのメトロ」        | YUKI      | NOMSON    | 3:57 |
| 合計時間:                                        | 合計時間:                 | 合計時間: | 8:01      |      |

### DVD（完全生産限定盤・初回生産限定盤のみ）
1. 好きってなんだろう…涙 -MUSIC VIDEO-